# Rolling Papers
Rolling Papers je debutové studiové album amerického rappera Wize Khalify. Celkově jde o jeho třetí album u nezávislého labelu Rostrum Records, toto je však první nahrané pod záštitou major labelu Atlantic Records.

## O Albu
Poté, co vydal dvě nezávislá alba, nahrál v roce 2010 velmi úspěšný mixtape Kush & Orange Juice, který ho přivedl do společnosti Atlantic Records. Album má tři hosty, jimi jsou: Too $hort, Curren$y a Chevy Woods.
Prvním singlem z alba byla veleúspěšná píseň "Black and Yellow" vydaná v září 2010, ta v roce 2011 dosáhla prvního místa v žebříčku Billboard Hot 100, a také dosáhla velkého úspěchu v prodeji, prodalo se jí přes 3 miliony kusů jen v USA, čímž se stala 3x platinovou, dle společnosti RIAA. Druhým single z alba byla píseň "Roll Up", která byla vydána v únoru 2011 a vyšplhala se na 13. příčku v žebříčku Billboard Hot 100 a získala certifikaci platinový singl. Třetím singlem z alba byla píseň "No Sleep", vydaná v březnu 2011, ta debutovala na 6. příčce žebříčku Billboard Hot 100.
K albu byly vydány i promo singly "On My Level" (ft. Too $hort), "The Race" a "When I'm Gone", které se všechny umístily v žebříčku Billboard Hot 100.

## Po vydání
Alba se v první týden prodeje v USA prodalo okolo 197 000 kusů, což mu zajistilo druhou příčku v žebříčku Billboard 200. První pozice v žebříčcích Top R&B/Hip-Hop Albums a Top Rap Albums. Také zabodovalo v Kanadě a ve Spojeném království. V druhý týden prodeje se v USA prodalo 59 000 kusů. V třetí týden se prodalo 37 000 kusů. Celkem se alba v USA prodalo okolo 780 000 kusů. V červnu 2011 album získalo certifikaci zlatá deska.

### Další kritiky
- na Metacritic.com - 59/100 [2]
- na HipHopDX.com - 3/5 [3]

## Tracklist
| #  | Píseň              | Host(é)     | Producent(i)                     | Délka |
| -- | ------------------ | ----------- | -------------------------------- | ----- |
| 1  | "When I'm Gone"    |             | I.D. Labs                        | 4:08  |
| 2  | "On My Level"      | Too $hort   | Jim Jonsin                       | 4:32  |
| 3  | "Black and Yellow" |             | StarGate                         | 3:37  |
| 4  | "Roll Up"          |             | StarGate, Finatik Beatz          | 3:47  |
| 5  | "Hopes & Dreams"   |             | Brandon Carrier                  | 3:58  |
| 6  | "Wake Up"          |             | StarGate                         | 3:46  |
| 7  | "The Race"         |             | I.D. Labs                        | 5:35  |
| 8  | "Star of the Show" | Chevy Woods | I.D. Labs                        | 4:46  |
| 9  | "No Sleep"         |             | Benny Blanco, Detail             | 3:11  |
| 10 | "Get Your Shit"    |             | I.D. Labs                        | 4:36  |
| 11 | "Top Floor"        |             | A. "Pop" Wansel, W. "Oak" Felder | 3:42  |
| 12 | "Fly Solo"         |             | I.D. Labs                        | 3:20  |
| 13 | "Rooftops"         | Curren$y    | Bei Maejor, Clinton Sparks (co.) | 4:20  |
| 14 | "Cameras"          |             | I.D. Labs                        | 4:29  |

### iTunes Bonus Track
- 15. "Taylor Gang" (ft. Chevy Woods) - Lex Luger - 5:35

## Mezinárodní žebříčky
| Země                     | Umístění |
| ------------------------ | -------- |
| Kanada                   | 6        |
| UK Albums Chart          | 47       |
| US Billboard 200         | 2        |
| US Billboard R&B/Hip-Hop | 1        |
| US Billboard Rap         | 1        |